# كريستال هنت
كريستال هنت (بالإنجليزية: Crystal Hunt)‏ هي ممثلة أمريكية، ولدت في 5 فبراير 1985 في الولايات المتحدة.

## أعمال

### أفلام
- (2007) سيدني وايت

## وصلات خارجية
- كريستال هنت على موقع IMDb (الإنجليزية)
- كريستال هنت على موقع قاعدة بيانات الفيلم (الإنجليزية)